# Надрадіочастотна зброя
Надрадіочасто́тна збро́я — це зброя масового ураження. В її основу покладене такі засоби ураження, дія котрих полягає у використанні електромагнітних випромінювань надвисокої або надзвичайно низької частот. Діапазон надвисоких частот знаходиться в межах від 300 мГц до 30 гГц. До надзвичайно низьких частот віднесені частоти, коливання яких менше 100 Гц.
Надрадіочастотна зброя діє на живі організми. Вона викликає порушення роботи центральної нервової системи, мозку, серця, кровоносної системи. Радіочастотні випромінювання діють також на психіку людини, порушують сприйняття і використання інформації про навколишню дійсність, викликають слухові галюцинації, перекручують мовні повідомлення, які вводяться в свідомість людини[джерело?].
Бойовими комплексами надрадіочастотної зброї є генератори надвисоких частот або надзвичайно низьких частот з антенами напрямленої дії. Такі комплекси можуть бути наземного, повітряного і космічного базування[джерело?].
До головних переваг надрадіочастотної зброї, або НВЧ-зброї, можна віднести наступне:
- Забезпечення практично миттєвого впливу на ціль;
- Можливість одночасного ураження декількох цілей;
- Відсутність високих вимог при наведенні на ціль;
- Можливість регулювати ступінь впливу на ціль;
- Безшумність застосування;
- Відсутність потреби в боєзапасу в традиційному розумінні;
- Можливість використання в різних погодних умовах;
- Можливість застосування на носіях різних видів базування.